# The Forty-Niners

The Forty-Niners est une bande dessinée écrite par Alan Moore, illustrée par Gene Ha et colorisée par Art Lyon. Publiée directement en album en janvier 2005 aux États-Unis par America's Best Comics, elle a été traduite en français l'année suivante chez Panini Comics.
Préquelle de Top Ten, The Forty-Niners raconte les origines de Neopolis à sa fondation en 1949 et évoque les premiers agissements de différents personnages de la série principale.

## Prix et récompenses
- 2006 : Prix Eisner du meilleur album